# Келло, Ханна
Ханна Келло (9 апреля 1922, Ирак — 7 сентября 2002, Амадия, Ирак) — епископ Амадии Халдейской католической церкви с 10 октября 1973 года по 9 сентября 2002 года.

## Биография
Ханна Келло родился 9 апреля 1922 года в Ираке.
17 мая 1947 году был рукоположён в священника.
10 октября 1973 года Римский папа Павел VI назначил Ханна Келло епископом Амадии. 16 декабря 1973 года Ханна Келло был рукоположён в епископа.